# Herbert Frohberg
Herbert Frohberg (* 17. Juli 1909 in Nowawes; † nach 1945) war ein deutscher Filmarchitekt.

## Leben
Frohberg absolvierte ein Architekturstudium, das er mit dem Grad eines Diplomingenieurs abschloss. Anschließend fand er eine Anstellung als Hilfsarchitekt bei der UFA, wo er den angesehenen Kollegen Robert Herlth, Walter Röhrig und Erich Kettelhut bei Filmen wie Yorck (1931), Mensch ohne Namen (1932), Schwarze Rosen (1935) und Schlußakkord (1936) zuarbeitete.
1937 debütierte Herbert Frohberg unter der Patronage Kettelhuts als zweiter Architekt, von 1939 bis 1945 übte er die Funktion eines Chefszenenbildners aus. 1943/44 stand Frohberg überdies als zweiter Architekt den Kollegen Karl Machus und Erich Zander bei der Herstellung der umfangreichen Filmbauten zu der UFA-Großproduktion Kolberg zur Seite. Bei Kriegsende 1945 verliert sich Frohbergs Spur.

## Filmografie
nur als Architekt und Chefarchitekt
- 1937: Gasparone
- 1938: Großalarm
- 1938: Kautschuk
- 1938: Un fichu métier
- 1939: Hallo Janine
- 1939: Drei Väter um Anna
- 1939: Zwölf Minuten nach Zwölf
- 1940: Kriminalkommissar Eyck
- 1942: Soldat Weiler wird bekehrt (Kurzfilm, Industriefilm)
- 1942: Bayer 205 (Kurzfilm, Industriefilm)
- 1944: Das Hochzeitshotel
- 1944/49: Der Posaunist

## Einzelnachweis
1. ↑  Geburtsdatum und Geburtsort laut Frohbergs Reichsfilmkammerakte

| Personendaten    | Personendaten           |
| ---------------- | ----------------------- |
| NAME             | Frohberg, Herbert       |
| KURZBESCHREIBUNG | deutscher Filmarchitekt |
| GEBURTSDATUM     | 17. Juli 1909           |
| GEBURTSORT       | Nowawes bei Potsdam     |
| STERBEDATUM      | nach 1945               |